# 어닐링

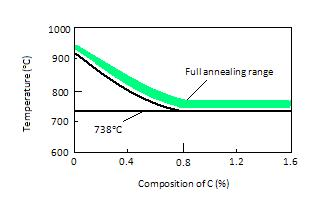
풀 어닐링 온도 범위

어닐링(annealing, 풀림) 은 재결정화 온도 이상의 고온에서 오랫동안 금속을 노출시켜 금속을 더 부드럽게 만드는 작업이다.

## 같이 보기
- 담금질